# Liste der Bodendenkmäler in Bad Kissingen
Auf dieser Seite sind die Bodendenkmäler in der unterfränkischen Großen Kreisstadt Bad Kissingen zusammengestellt. Diese Tabelle ist eine Teilliste der Liste der Bodendenkmäler in Bayern. Grundlage ist die Bayerische Denkmalliste, die auf Basis des Bayerischen Denkmalschutzgesetzes vom 1. Oktober 1973 erstmals erstellt wurde und seither durch das Bayerische Landesamt für Denkmalpflege geführt wird. Die folgenden Angaben ersetzen nicht die rechtsverbindliche Auskunft der Denkmalschutzbehörde.

## Bodendenkmäler der Gemeinde Bad Kissingen

### Bodendenkmäler im Ortsteil Albertshausen
| Lage                     | Objekt | Akten-Nr.     | Bild |
| ------------------------ | --- | ------------- | ---- |
| Albertshausen (Standort) | Untertägige Teile der im Kern frühneuzeitlichen Katholischen Pfarrkirche St. Michael in Albertshausen mit Fundamenten von mittelalterlichen Vorgängerbauten und Kirchhof. | D-6-5725-0015 |      |
| Albertshausen (Standort) | Bestattungsplatz mit Grabhügel vorgeschichtlicher Zeitstellung. | D-6-5726-0060 |      |
| Albertshausen (Standort) | Bestattungsplatz mit Grabhügel vorgeschichtlicher Zeitstellung. | D-6-5726-0061 |      |
| Albertshausen (Standort) | Bestattungsplatz mit Grabhügeln vorgeschichtlicher Zeitstellung. | D-6-5825-0108 |      |

### Bodendenkmäler im Ortsteil Arnshausen
| Lage                  | Objekt | Akten-Nr.     | Bild |
| --------------------- | --- | ------------- | ---- |
| Arnshausen (Standort) | Frühmittelalterlicher Ringwall Eiringsburg. | D-6-5826-0007 |      |
| Arnshausen (Standort) | Früh- bis spätmittelalterliche Wüstung Eiringshausen. | D-6-5826-0008 |      |
| Arnshausen (Standort) | Freilandstation des Paläolithikums und Siedlung des Neolithikums. | D-6-5826-0009 |      |
| Arnshausen (Standort) | Bestattungsplatz mit Grabhügeln vorgeschichtlicher Zeitstellung. | D-6-5826-0011 |      |
| Arnshausen (Standort) | Untertägige Teile der spätmittelalterlichen bis frühneuzeitlichen Katholischen Pfarrkirche St. Petrus und Paulus in Arnshausen sowie Fundamente mittelalterlicher Vorgängerbauten. | D-6-5826-0067 |      |
| Arnshausen (Standort) | Mittelalterlicher und frühneuzeitlicher ehemalige befestigter Ortsbereich von Arnshausen.                                                                                          | D-6-5826-0068 |      |
| Arnshausen (Standort) | Untertägige Teile der ehemalige mittelalterlichen und frühneuzeitlichen Dorfbefestigung von Arnshausen.                                                                            | D-6-5826-0103 |      |

### Bodendenkmäler im Ortsteil Bad Kissingen
| Lage                     | Objekt | Akten-Nr.     | Bild |
| ------------------------ | --- | ------------- | ---- |
| Bad Kissingen (Standort) | Hoch- bis spätmittelalterliche Wüstung Bremersdorf. | D-6-5726-0005 |      |
| Bad Kissingen (Standort) | Untertägige Teile der spätmittelalterlichen bis frühneuzeitlichen Katholischen Pfarrkirche St. Jakobus von Bad Kissingen, Fundamente mittelalterlicher Vorgängerbauten sowie Körpergräber des Mittelalters und der frühen Neuzeit.                   | D-6-5726-0006 |      |
| Bad Kissingen (Standort) | Siedlung des Neolithikums. | D-6-5726-0007 |      |
| Bad Kissingen (Standort) | Untertägige Siedlungsteile des Mittelalters und der frühen Neuzeit im Bereich der Altstadt von Bad Kissingen. | D-6-5726-0040 |      |
| Bad Kissingen (Standort) | Fundamente abgegangener Partien und untertägige Teile der spätmittelalterlichen Stadtbefestigung von Bad Kissingen. | D-6-5726-0056 |      |
| Bad Kissingen (Standort) | Untertägige Teile der spätmittelalterlichen bis frühneuzeitlichen Katholischen Marienkapelle bzw. Friedhofskapelle St. Burkardus in Bad Kissingen, Fundamente mittelalterlicher Vorgängerbauten sowie Körpergräber des Mittelalters und der Neuzeit. | D-6-5726-0059 |      |
| Bad Kissingen (Standort) | Verebnete Ringwallanlage vor- und frühgeschichtlicher Zeitstellung. | D-6-5826-0004 |      |

### Bodendenkmäler im Ortsteil Euerdorfer Forst
| Lage                        | Objekt                                                           | Akten-Nr.     | Bild |
| --------------------------- | ---------------------------------------------------------------- | ------------- | ---- |
| Euerdorfer Forst (Standort) | Bestattungsplatz mit Grabhügeln vorgeschichtlicher Zeitstellung. | D-6-5826-0043 |      |

### Bodendenkmäler im Ortsteil Garitz
| Lage              | Objekt                                                                                                 | Akten-Nr.     | Bild |
| ----------------- | --- | ------------- | ---- |
| Garitz (Standort) | Spätmittelalterliche Wüstung Bischwinden.                                                              | D-6-5726-0023 |      |
| Garitz (Standort) | Siedlung des Neolithikums.                                                                             | D-6-5826-0012 |      |
| Garitz (Standort) | Untertägige Teile der im Kern frühneuzeitlichen Katholischen Pfarrkirche St. Johann Nepomuk in Garitz. | D-6-5826-0071 |      |

### Bodendenkmäler im Ortsteil Hausen
| Lage              | Objekt | Akten-Nr.     | Bild |
| ----------------- | --- | ------------- | ---- |
| Hausen (Standort) | Freilandstation des Paläolithikums und des Mesolithikums sowie Siedlung vorgeschichtlicher Zeitstellung. | D-6-5726-0047 |      |
| Hausen (Standort) | Untertägige Teile der mittelalterlichen bis frühneuzeitlichen ehemalige Prämonstratenserinnenklosterkirche und jetzigen Katholischen Pfarrkirche Heilig Kreuz von Hausen und weiterer Klosterbauten des ehemaligen Prämonstratenserinnenklosters sowie Fundamente mittelalterlicher und frühneuzeitlicher Vorgängerbauten. | D-6-5726-0062 |      |

### Bodendenkmäler im Ortsteil Kleinbrach
| Lage                  | Objekt | Akten-Nr.     | Bild |
| --------------------- | --- | ------------- | ---- |
| Kleinbrach (Standort) | Früh- bis spätmittelalterliche Klosterwüstung Brachau und Kapellenwüstung St. Dionysius sowie Siedlung des Jung- bis Endneolithikums. | D-6-5726-0008 |      |
| Kleinbrach (Standort) | Freilandstation des Spätpaläolithikums und des Mesolithikums sowie Siedlung vorgeschichtlicher Zeitstellung.                          | D-6-5726-0119 |      |

### Bodendenkmäler im Ortsteil Oberthulba
| Lage                  | Objekt                                                   | Akten-Nr.     | Bild |
| --------------------- | -------------------------------------------------------- | ------------- | ---- |
| Oberthulba (Standort) | Landwehr des späten Mittelalters und der frühen Neuzeit. | D-6-5825-0025 |      |

### Bodendenkmäler im Ortsteil Poppenroth
| Lage                  | Objekt | Akten-Nr.     | Bild |
| --------------------- | --- | ------------- | ---- |
| Poppenroth (Standort) | Untertägige Teile der im Kern mittelalterlichen bis frühneuzeitlichen Katholischen Pfarrkirche St. Ullrich in Poppenroth sowie Fundamente mittelalterlicher Vorgängerbauten. | D-6-5725-0017 |      |
| Poppenroth (Standort) | Bestattungsplatz mit Grabhügeln vorgeschichtlicher Zeitstellung. | D-6-5725-0049 |      |

### Bodendenkmäler im Ortsteil Reiterswiesen
| Lage                     | Objekt | Akten-Nr.     | Bild |
| ------------------------ | --- | ------------- | ---- |
| Reiterswiesen (Standort) | Siedlung des Jung- bis Endneolithikums. | D-6-5826-0006 |      |
| Reiterswiesen (Standort) | Untertägige Teile bestehender Gebäudereste sowie Fundamente abgegangener Bauten der hochmittelalterlichen bis frühneuzeitlichen Burgruine Botenlauben. | D-6-5826-0053 |      |
| Reiterswiesen (Standort) | Bestattungsplatz mit Grabhügeln vorgeschichtlicher Zeitstellung.                                                                                       | D-6-5826-0073 |      |
| Reiterswiesen (Standort) | Fundamente einer abgegangenen frühneuzeitlichen Kirche in Reiterswiesen.                                                                               | D-6-5826-0075 |      |
| Reiterswiesen (Standort) | Siedlung der Linearbandkeramik. | D-6-5826-0106 |      |
| Reiterswiesen (Standort) | Bestattungsplatz mit Grabhügeln vorgeschichtlicher Zeitstellung.                                                                                       | D-6-5826-0112 |      |
| Reiterswiesen (Standort) | Bestattungsplatz mit Grabhügeln vorgeschichtlicher Zeitstellung.                                                                                       | D-6-5826-0113 |      |